# Südeichsfeld
Südeichsfeld è un comune con status di Landgemeinde della Turingia, in Germania.
Appartiene al circondario (Landkreis) dell'Unstrut-Hainich-Kreis (targa UH).
Svolge il ruolo di "comune amministratore" (Erfüllende Gemeinde) nei confronti del comune di Rodeberg.

## Storia
È stato istituito il 1º dicembre 2011 dalla fusione dei precedenti comuni di Heyerode, Katharinenberg, Hildebrandshausen e Lengenfeld unterm Stein.